# Ludwik z Hesji (biskup Münsteru)
Ludwik II z Hesji (ur. 1282/1283, zm. 18 sierpnia 1357) – biskup Münsteru od 1310 z rodu rodu landgrafów Hesji.

## Życiorys
Ludwik był synem pierwszego landgrafa Hesji Henryka I i Mechtyldy, córki hrabiego Kleve Dytryka V. Był kanonikiem w Chartres i Trewirze. W 1307 na prośbę króla Francji Filipa IV Pięknego został kanonikiem kapituły katedralnej w Moguncji, a w 1309 za sprawą króla Niemiec Henryka VII kanonikiem kapituły katedralnej w Münsterze. Na prośbę jego krewnego, hrabiego Kleve Ottona papież Klemens V przyznał mu stanowisko biskupa Münsteru.
Kilkudziesięcioletni okres pełnienia tej funkcji przez Ludwika wypełniły ciągłe konflikty z możnymi oraz z sąsiednimi książętami. M.in. został wzięty do niewoli przez hrabiego Mark Engelberta II, z której wydostał się dzięki wysokiemu okupowi. Poniósł straty terytorialne podczas konfliktu z książętami Geldrii. Ciągłe konflikty powodowały wzrost zadłużenia, wskutek czego stany księstwa biskupiego powołały w 1336 radę kontrolującą jego finanse. Do papieża trafiały skargi na Ludwika, ze strony arcybiskupa Kolonii Walrama krytykującego politykę finansową Ludwika oraz ze strony kapituły katedralnej w Münsterze protestującej przeciwko rozdawaniu prebend przez biskupa swym krewnym.
Jednocześnie jednak Ludwik próbował przeciwdziałać upadkowi cnót Kościoła w swoim księstwie, zwołując regularne synody. Fundował kościoły i czynił nadania na rzecz klasztorów. W okresie czarnej śmierci miał odznaczyć się troską o poszkodowanych wskutek epidemii.